# Kroktjärnen (Anundsjö socken, Ångermanland, 707561-161360)
Kroktjärnen är en sjö i Örnsköldsviks kommun i Ångermanland och ingår i Gideälvens huvudavrinningsområde. Sjön har en area på 0,0805 kvadratkilometer och ligger 328,8 meter över havet.

## Delavrinningsområde
Kroktjärnen ingår i det delavrinningsområde (707624-161312) som SMHI kallar för Utloppet av Isnottjärnarna. Medelhöjden är 363 meter över havet och ytan är 3,55 kvadratkilometer. Räknas de 16 avrinningsområdena uppströms in blir den ackumulerade arean 66,07 kvadratkilometer. Hemlingsån som avvattnar avrinningsområdet har biflödesordning 2, vilket innebär att vattnet flödar genom totalt 2 vattendrag innan det når havet efter 88 kilometer. Avrinningsområdet består mestadels av skog (90 procent). Avrinningsområdet har 0,23 kvadratkilometer vattenytor vilket ger det en sjöprocent på 6,3 procent.